# Ephydra macellaria
Ephydra macellaria är en tvåvingeart som beskrevs av Egger 1862. Ephydra macellaria ingår i släktet Ephydra och familjen vattenflugor. Arten är reproducerande i Sverige. Inga underarter finns listade i Catalogue of Life.